# ویلیام گرانت & پسران
ویلیام گرانت & پسران (به انگلیسی: William Grant & Sons) یک شرکت خانوادگی است که ویسکی اسکاچ و سایر انواع مشروبات الکلی را تقطیر می‌کند و دفتر مرکزی آن در بلزهیل، لانارکشر شمالی، اسکاتلند واقع شده است. این شرکت در سال ۱۸۸۷ توسط ویلیام گرنت تأسیس شد و از سال ۲۰۲۴ توسط نوادگان گرنت اداره می‌شود. این شرکت بزرگ‌ترین شرکت از میان معدود شرکت‌های تولید ویسکی اسکاتلندی است که در مالکیت خانوادگی باقی مانده‌اند.
معروفترین محصول شرکت ویلیام گرانت & پسران، ویسکی گرنتس می باشد.